# Hooihuis

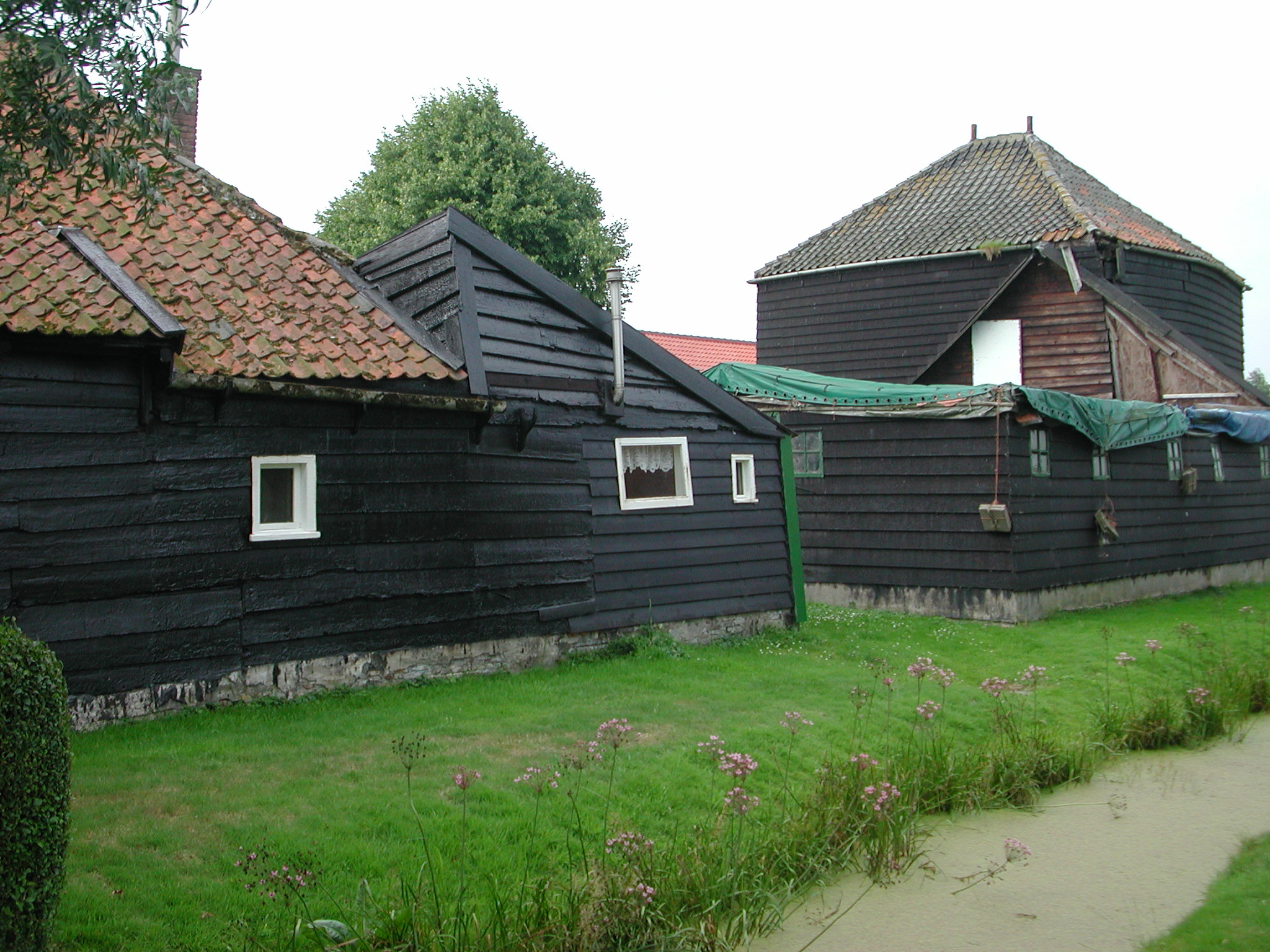
Hooihuis (Watergang)

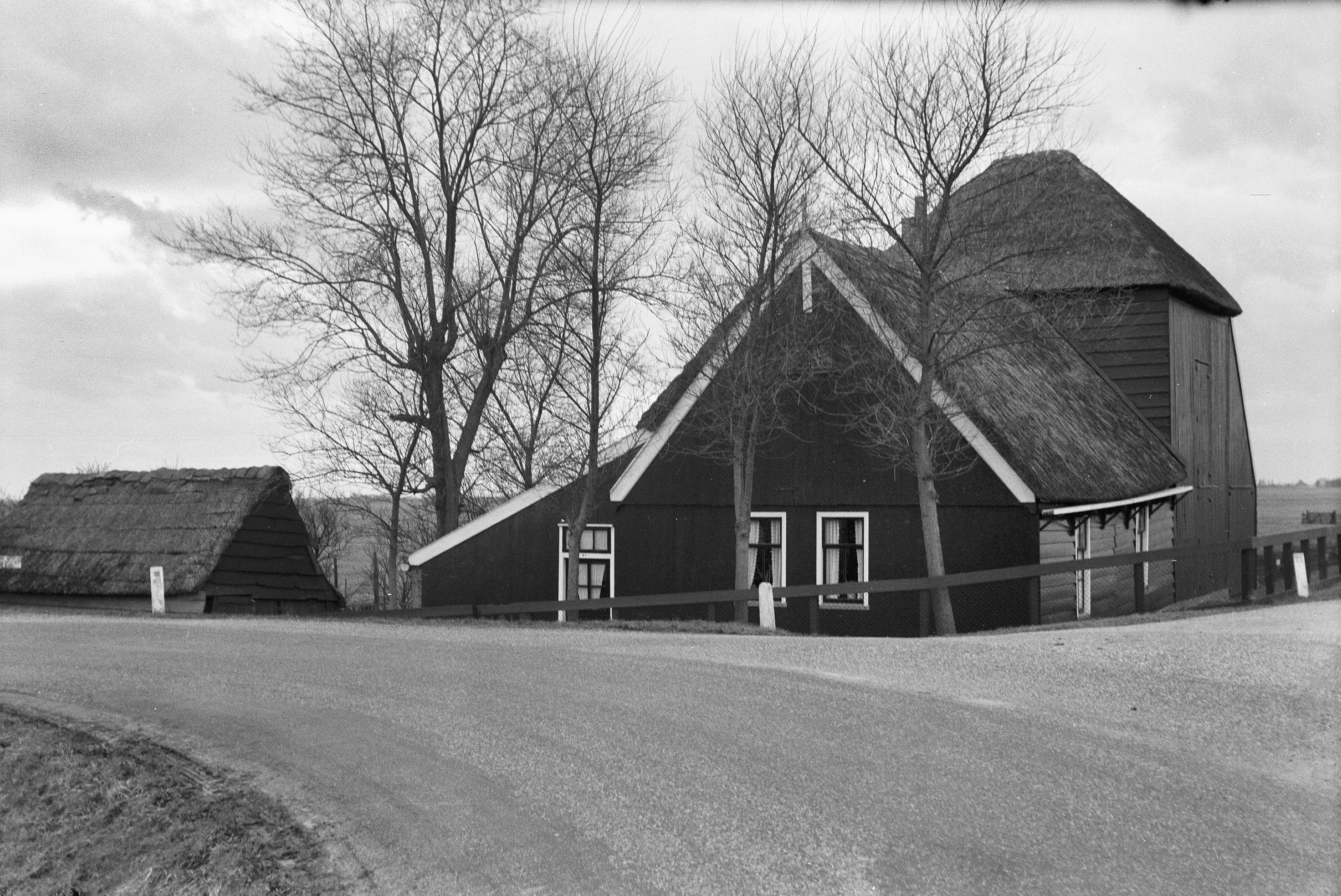
Hooihuis te Groot Schermer (omstreeks 1800)

Een hooihuis, kaakberg of koeberg is een langhuisboerderij met vanachter een aangebouwde geheel gesloten hooiberg met vaste kap. Hij komt in historische tijd vooral voor in het Waterland, de Zaanstreek en de Beemster. Ook de term blokschuur wordt hiervoor gebruikt. 
Een hooihuis bestaat uit een vierkanthoutskelet van twee gebinten, verbonden door dwarsplaten. Het geheel is betimmerd met planken en voorzien van een tentdak. Dubbele dwars- en lengteschoren stabiliseren de constructie. De betimmering bestaat gewoonlijk uit gepotdekselde (overlappende) en zwart geteerde planken. De boerderijen in deze streek waren vrijwel volledig van hout, wat samenhing met de geringe draagkracht van de drassige bodem en de ruime beschikbaarheid van timmerhout van de Zaanse zaagmolens.
In de regel is het hooihuis aangebouwd aan de koeienstal van de boerderij; soms is het gebouw vrijstaand. Het geheel noemt men ook wel een hooihuisboerderij. 
Het hooihuis moet niet verward worden met de hooiberg, die doorgaans een verstelbare kap heeft, terwijl de betimmering en de schoren ontbreken. Een hooihuis zonder betimmering heet een kapberg.
Boerderijen-onderzoekers meenden lange tijd dat het hooihuis een fase in de ontwikkeling van hooiberg naar stolpboerderij vertegenwoordigde. Volgens Brandts Buys is de hooihuisboerderij, net als de langhuisstolp, ontstaan uit de combinatie van een langhuisboerderij met een hooiberg. Bij de langhuisstolp werd de hooiberg naast en deels in de koestal geplaatst, terwijl deze bij de hooihuisboerderij typisch achter aan de stal kwam te liggen. Hierdoor kon de stal dubbelrijig blijven, en dus beter geschikt voor het zuivere veebedrijf. Dit in tegenstelling met de langhuisstolp met een eenrijige stal en een geïntegreerde dorsvloer, beter geschikt voor een gemengd bedrijf.   
Hooihuizen komen al vanaf 1544 op kaarten voor; de term hoyhuys wordt in 1552 in Westzaan gebruikt; het betrof hier waarschijnlijk een kleine stolpboerderij met een aangebouwd woongedeelte. Een synoniem was vermoedelijk berchhuus, dat in de statuten van Haarlem uit 1503 voorkomt; dit ter onderscheiding van de eigenlijke hooiberg of berch.

## Pannenhooihuis
Een zeldzaam wordende variant van het gepotdekselde hooihuis is het pannenhooihuis, Dit is een hooihuis waarvan de wanden volledig bekleed zijn met dakpannen of andere vormen van dakbedekking. Hiervan zijn er nog een stuk of tien bewaard. 

## Bedreigde monumenten
Net als andere traditionele bouwvormen wordt ook het hooihuis in zijn voortbestaan bedreigd. Nieuwe technieken zoals het gebruik van inkuilen en de opslag van hooi in geplastificeerde balen, verdringen de traditionele hooiberg. Veel hooihuizen zijn in recente jaren omgebouwd tot (extra) woonruimte of met de grond gelijk gemaakt.